# 銀斯坦達脂鯉
銀斯坦達脂鯉（学名：Steindachnerina argentea），為輻鰭魚綱脂鯉目脂鯉亞目無齒脂鯉科的其中一個種，分布於南美洲奧里諾科河及千里達淡水流域，體長可達9.3公分，棲息在底層水域，以生活習性不明。